# Eredivisie 2016/17 (vrouwenvoetbal)
De Eredivisie 2016/17 is het zevende seizoen van deze competitie. Het is de hoogste vrouwenvoetbalafdeling die door de KNVB wordt georganiseerd. De competitie bestaat sinds dit seizoen uit acht teams, Achilles '29 neemt dit seizoen voor het eerst deel aan de competitie.

## Opzet
De competitie bestaat uit acht teams. In de reguliere competitie wordt er drie keer tegen elkaar gespeeld, zodat elk team in totaal 21 wedstrijden speelt. Na de competitie wordt de bovenste helft van de onderste helft gescheiden om een mini-competitieronde te spelen. Teams ontmoeten elkaar in deze ronde twee maal.

## Deelnemende teams
| Club            | Plaats     | Stadion              | Train(st)er      |
| --------------- | ---------- | -------------------- | ---------------- |
| Achilles '29    | Groesbeek  | Sportpark De Heikant | Judith Thijssen  |
| ADO Den Haag    | Den Haag   | Kyocera Stadion      | Marcel Valk      |
| AFC Ajax        | Amsterdam  | De Toekomst          | Ed Engelkes      |
| sc Heerenveen   | Heerenveen | Skoatterwâld         | Jan Schulting    |
| PEC Zwolle      | Zwolle     | IJsseldeltastadion   | Carin Bakhuis    |
| PSV             | Eindhoven  | Jan Louwersstadion   | Nebojša Vučković |
| SC Telstar VVNH | Velsen     | Telstar Stadion      | Gideon Dijks     |
| FC Twente       | Enschede   | De Grolsch Veste     | Tommy Stroot     |

## Reguliere competitie

### Stand
|    | club            | gs | w  | g | v  | pnt | dv | dt | ds  |
| -- | --------------- | -- | -- | - | -- | --- | -- | -- | --- |
| 1. | Ajax            | 21 | 17 | 3 | 1  | 54  | 49 | 11 | +38 |
| 2. | FC Twente       | 21 | 13 | 4 | 4  | 43  | 62 | 25 | +37 |
| 3. | PSV             | 21 | 12 | 3 | 6  | 39  | 56 | 26 | +30 |
| 4. | ADO Den Haag    | 21 | 12 | 3 | 6  | 39  | 43 | 35 | +8  |
| 5. | SC Telstar VVNH | 21 | 6  | 4 | 11 | 22  | 42 | 52 | –10 |
| 6. | sc Heerenveen   | 21 | 5  | 3 | 13 | 18  | 32 | 47 | –15 |
| 7. | Achilles '29    | 21 | 5  | 1 | 15 | 16  | 21 | 68 | –47 |
| 8. | PEC Zwolle      | 21 | 2  | 3 | 16 | 9   | 24 | 65 | –41 |

### Legenda
| Kleur | Kwalificatie voor |
| ----- | ----------------- |
|       | Kampioensgroep    |
|       | Plaatseringsgroep |

### Uitslagen
| Eerste seizoenshelft | Eerste seizoenshelft | Eerste seizoenshelft | Eerste seizoenshelft | Eerste seizoenshelft | Eerste seizoenshelft | Eerste seizoenshelft | Eerste seizoenshelft | Eerste seizoenshelft |
|                      | ACH                  | ADO                  | AJA                  | HEE                  | PEC                  | PSV                  | TEL                  | TWE                  |
| -------------------- | -------------------- | -------------------- | -------------------- | -------------------- | -------------------- | -------------------- | -------------------- | -------------------- |
| Achilles '29         |                      | 0 – 4                | 0 – 2                | 1 – 3                | 3 – 1                | 0 – 5                | 0 – 1                | 1 – 2                |
| ADO Den Haag         | 4 – 1                |                      | 0 – 2                | 2 – 1                | 4 – 3                | 3 – 1                | 3 – 1                | 3 – 2                |
| Ajax                 | 1 – 0                | 1 – 1                |                      | 2 – 0                | 5 – 0                | 2 – 1                | 3 – 0                | 1 – 0                |
| sc Heerenveen        | 6 – 0                | 2 – 1                | 0 – 1                |                      | 3 – 4                | 2 – 1                | 2 – 2                | 1 – 3                |
| PEC Zwolle           | 0 – 2                | 0 – 1                | 0 – 4                | 2 – 2                |                      | 0 – 2                | 1 – 4                | 1 – 4                |
| PSV                  | 0 – 0                | 3 – 3                | 1 – 2                | 6 – 0                | 6 – 0                |                      | 5 – 1                | 2 – 5                |
| SC Telstar VVNH      | 6 – 1                | 1 – 2                | 3 – 6                | 2 – 0                | 1 – 1                | 1 – 3                |                      | 1 – 3                |
| FC Twente            | 7 – 1                | 3 – 0                | 2 – 2                | 4 – 1                | 1 – 0                | 1 – 1                | 1 – 1                |                      |

| Tweede seizoenshelft | Tweede seizoenshelft | Tweede seizoenshelft | Tweede seizoenshelft | Tweede seizoenshelft | Tweede seizoenshelft | Tweede seizoenshelft | Tweede seizoenshelft | Tweede seizoenshelft |
|                      | ACH                  | ADO                  | AJA                  | HEE                  | PEC                  | PSV                  | TEL                  | TWE                  |
| -------------------- | -------------------- | -------------------- | -------------------- | -------------------- | -------------------- | -------------------- | -------------------- | -------------------- |
| Achilles '29         |                      | 0 – 5                |                      | 5 – 0                | 3 – 2                |                      |                      |                      |
| ADO Den Haag         |                      |                      |                      | 2 – 2                |                      | 1 - 0                | 1 – 7                | 0 – 2                |
| Ajax                 | 6 – 1                | 1 – 0                |                      |                      |                      |                      |                      | 1 – 0                |
| sc Heerenveen        |                      |                      | 0 – 1                |                      | 4 – 0                | 1 – 2                | 2 – 3                |                      |
| PEC Zwolle           |                      | 2 – 3                | 0 – 5                |                      |                      | 1 – 3                | 4 – 3                |                      |
| PSV                  | 5 – 0                |                      | 1 – 0                |                      |                      |                      | 4 – 0                |                      |
| SC Telstar VVNH      | 1 – 2                |                      | 1 – 1                |                      |                      |                      |                      | 2 – 7                |
| FC Twente            | 7 – 0                |                      |                      | 3 – 0                | 2 – 2                | 3 – 4                |                      |                      |

## Play-offs

### Kampioensgroep
De 4 hoogstgeplaatste teams uit de reguliere competitie. Ploegen beginnen met de helft van het aantal punten uit de reguliere competitie.

#### Stand
|    | club         | gs | w | g | v | pnt | sp | dv | dt | ds |
| -- | ------------ | -- | - | - | - | --- | -- | -- | -- | -- |
| 1. | Ajax         | 6  | 4 | 2 | 0 | 41  | 27 | 8  | 3  | +5 |
| 2. | FC Twente    | 6  | 4 | 2 | 0 | 36  | 22 | 12 | 4  | +8 |
| 3. | PSV          | 6  | 1 | 0 | 5 | 23  | 20 | 4  | 8  | -4 |
| 4. | ADO Den Haag | 6  | 1 | 0 | 5 | 23  | 20 | 4  | 13 | -9 |

#### Legenda
| Kleur | Kwalificatie voor                          |
| ----- | ------------------------------------------ |
|       | Landskampioen, groepsfase Champions League |

#### Uitslagen
|              | ADO   | AJA   | PSV   | TWE   |
| ------------ | ----- | ----- | ----- | ----- |
| ADO Den Haag |       | 0 – 1 | 2 – 1 | 1 – 2 |
| Ajax         | 2 – 1 |       | 1 – 0 | 1 – 1 |
| PSV          | 2 – 0 | 0 – 2 |       | 0 – 1 |
| FC Twente    | 5 – 0 | 1 – 1 | 2 – 1 |       |

### Plaatseringsgroep
De 4 laagstgeplaatste teams uit de reguliere competitie. Ploegen beginnen met de helft van het aantal punten uit de reguliere competitie.

#### Stand
|    | club            | gs | w | g | v | pnt | sp | dv | dt | ds |
| -- | --------------- | -- | - | - | - | --- | -- | -- | -- | -- |
| 1. | SC Telstar VVNH | 6  | 5 | 0 | 1 | 26  | 11 | 19 | 13 | +6 |
| 2. | sc Heerenveen   | 6  | 4 | 0 | 2 | 21  | 9  | 21 | 13 | +8 |
| 3. | Achilles '29    | 6  | 2 | 0 | 4 | 14  | 8  | 8  | 16 | -8 |
| 4. | PEC Zwolle      | 6  | 1 | 0 | 5 | 8   | 5  | 11 | 17 | -6 |

#### Uitslagen
|                 | ACH   | HEE   | PEC   | TEL   |
| --------------- | ----- | ----- | ----- | ----- |
| Achilles '29    |       | 1 – 3 | 2 – 1 | 3 – 0 |
| sc Heerenveen   | 5 – 0 |       | 5 – 1 | 2 – 5 |
| PEC Zwolle      | 3 – 1 | 2 – 3 |       | 1 – 2 |
| SC Telstar VVNH | 4 – 1 | 4 – 3 | 4 – 3 |       |